# La straniera
La straniera (L'estrangera) és una òpera en dos actes composta per Vincenzo Bellini sobre un llibret italià de Felice Romani, basat en la novel·la L'étrangère de 1825 per Charles-Victor Prévot, vescomte d'Arlincourt, encara que l'escriptor Herbert Weinstock també afegeix que és "més probable [basat en] una dramatització de [aquesta novel·la] l'italià Giovan Carlo, barone di Cosenza", ja que llavors cita una carta de Bellini al seu amic Francesco Florimo en què diu que Romani" sens dubte no seguirà l'obra" [suggerint llavors que eren conscients de la seva existència].
S'estrenà al Teatro alla Scala de Milà el 14 de febrer de 1829.

## Origen i context
L'interès principal de La straniera, quart títol del catàleg bellinià i el seu segon triomf a La Scala de Milà després del toc d'alerta que poc abans havia suposat Il pirata davant del rossinisme imperant, resideix a constituir el punt extrem de l'experimentació operada pel seu autor en les temàtiques -argument absurdament romàntic, un amour fou de tràgic final ambientat a la Bretanya medieval-, en les formes -flexibilització dels límits entre recitatiu, arioso i cantabile, contínua fragmentació del discurs melòdic amb fins expressius, tendència a la construcció d'escenes en comptes de nombres tancats- i en la vocalitat -línies melòdiques sòbries, parcament ornamentades, subordinació a les inflexions del text.
Poc després, després del fracàs de Zaira a Parma, reconduirà a partir de I Capuleti e i Montecchi aquesta sèrie de novetats cap a un discurs més tradicional, marcat pel predomini d'una línia melòdica d'infal·lible inspiració que serà admirada pel mateix Wagner. Això no vol dir que a La straniera no hi hagi frases d'inequívoca filiació belliniana, si bé no tan memorables com les que després inundaran les seves grans obres mestres, al costat de brillants introduccions orquestrals que exigeixen un gran virtuosisme de les fustes i els metalls solistes (la flauta que dialoga amb la mezzo, l'oboè que preludia la trobada inicial dels protagonistes, les trompes que acompanyen els cors de caçadors), i a àries (tres per la soprano i una per a baríton i una per a mezzo, però, sorprenentment, cap per al tenor), conjunts -tres duos, trio, quartet- i abundants escenes corals de delicat lirisme o rotund impacte dramàtic.

## Representacions
La primera representació de La straniera va tenir lloc al Teatro alla Scala de Milà el 14 de febrer de 1829, amb Henriette Méric-Lalande i Domenico Reina en els rols principals. Alessandro Sanquirico es va encarregar de l'escenografia. L'òpera va caure en l'oblit durant l'última part del segle xix i gran part del segle xx, i només va ser reposada el 1968 a Palerm (Teatre Massimo) amb Renata Scotto en el rol principal. El personatge d'Alaide ha estat després encarnat per Montserrat Caballé, Renée Fleming i més recentment, per Patrizia Ciofi.	